# Joseph Farah
Œuvres principales
- This Land Is Our Land: How to End the War on Private Property
- Taking America Back: A Radical Plan to Revive Freedom, Morality, and Justice
- Stop the Presses! : The Inside Story of the New Media Revolution
- None of the Above: Why 2008 Is the Year to Cast the Ultimate Protest Vote
- The Tea Party Manifesto: A Vision for an American Rebirth

Joseph Francis Farah (né le 6 juillet 1954) est un auteur américain, journaliste et rédacteur en chef du site internet WorldNetDaily.